# Бой под Звенигородом (1812)
Бой под Звенигородом — сражение Отечественной войны 1812 года, произошедшее 12 сентября 1812 года в городе Звенигороде у стен Саввино-Сторожевского монастыря между российским летучим партизанским отрядом генерала Фердинанда Винцингероде и 4-м (Итальянским) корпусом Великой армии Наполеона под командованием генерала Евгения Богарне, пасынка императора Наполеона.
Сражение подробно описано в мемуарах двух офицеров штаба Винцингероде — князя Сергея Волконского (будущего ссыльного-декабриста) и Александра Бенкендорфа (будущего шефа жандармов).

## Предыстория сражения
Отряд Винцингероде был выделен из состава главной армии по приказу Барклая-де-Толли 23 июля 1812 года (то есть за месяц до отряда Дениса Давыдова) и имел гораздо большую численность (Казанский драгунский и три донских казачьих полка). Его задачей было действовать на коммуникациях противника, мешать французам запасаться в деревнях провиантом и кормом для лошадей, а также собирать для главной армии оперативные сведения.

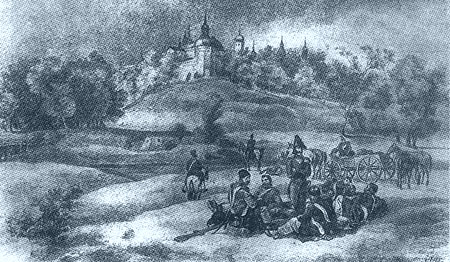
Французы в окрестностях Звенигорода. Литография Альберта Адама, 1820-е гг.

Отряд Винцингероде, по вышеописанным причинам, не присутствовал на поле Бородинского сражения. Весть об отступлении армии к Москве стала известна летучему отряду 8 сентября, когда тот находился на полпути между Можайском и Волоколамском. Получив новость, Винцингероде с Волконским вдвоём поскакали на перекладных в Можайск, где получили от Кутузова дальнейшие инструкции. Тот приказал как можно скорее занять Звенигород, и там постараться помешать обходному движению французских войск к Москве. Вернувшись к своему отряду вместе с  Волконским, Винцингероде повел свои войска через город Рузу (где соединился с подкреплениями) к Звенигороду.
Со своей стороны, начальник штаба французской армии, маршал Бертье 9 сентября поручил Евгению Богарне и его корпусу занять Звенигород, чтобы собрать провиант и скот, и разведать оперативную обстановку.

## Ход сражения
Уже на подходе к Рузе, Винцингероде узнал, что город занят корпусом Богарне. Он вынужден был, не заходя в город, вести отряд всю ночь обходной дорогой, чтобы успеть в Звенигород раньше французов. На усиление отряда от Кутузова были присланы ещё три казачьих полка, пехотный полк егерей и два орудия конной артиллерии. Общая численность отряда, таким образом, достигла около 2,5—3 тысяч человек.

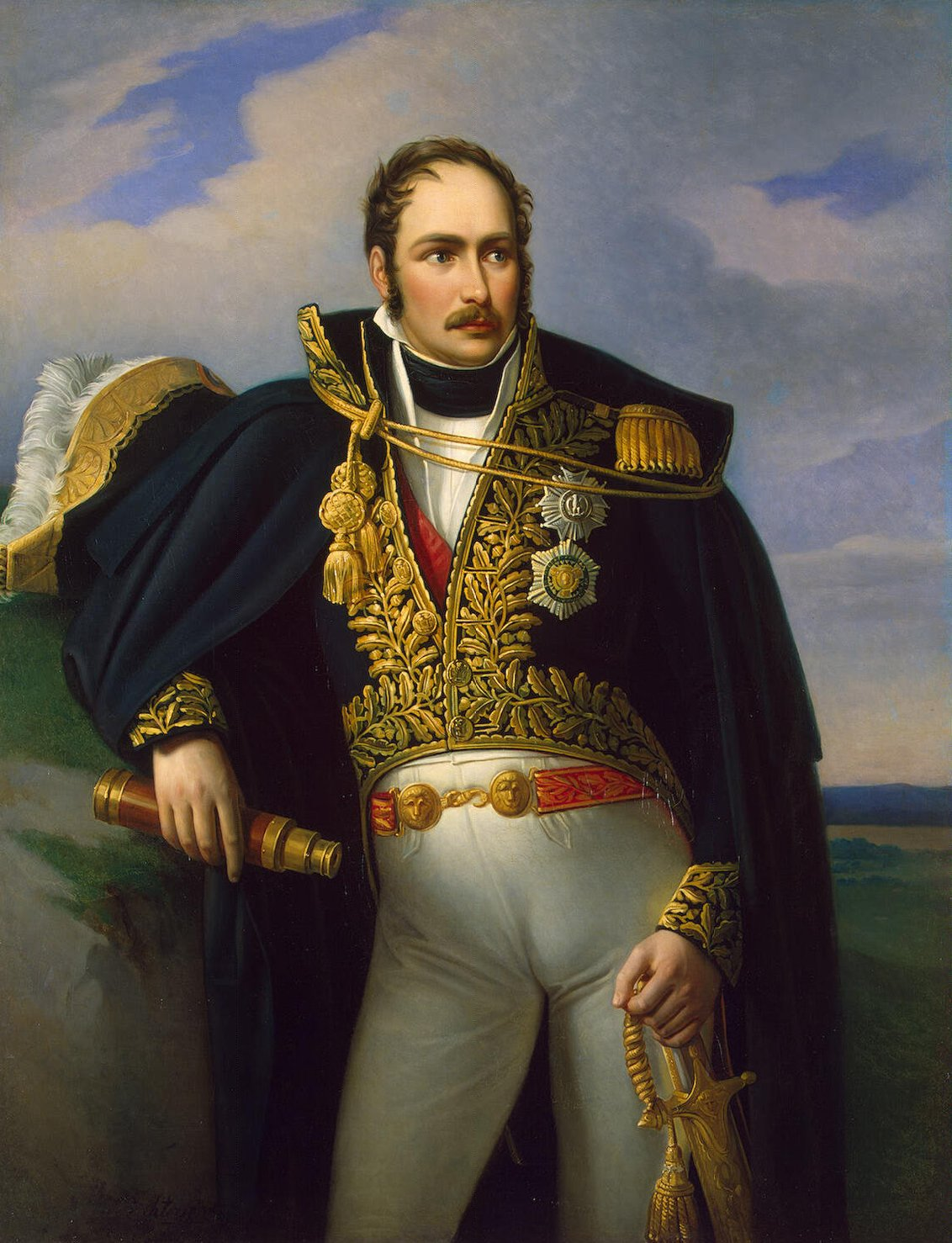
Евгений Богарне

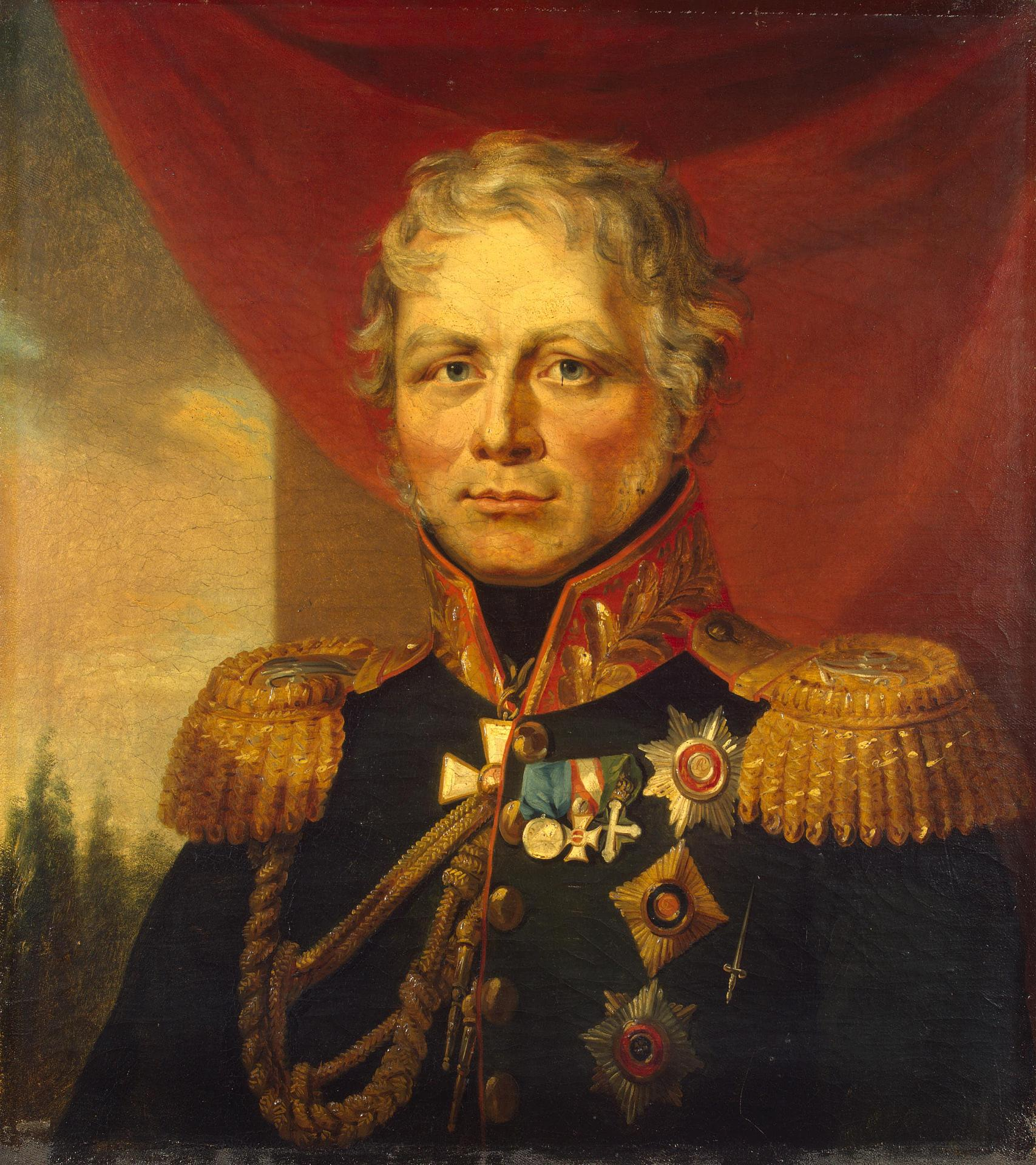
Винцингероде, Фердинанд Фёдорович

Подходя к Звенигороду, Винцингероде разделил свой отряд на три части, одну оставил под своим командованием а две другие поручил Бенкендорфу и казачьему полковнику Иловайскому 12-му. Отряды Иловайского и Бенкендорфа немного потрепали французов (точнее, шедшую впереди итальянского корпуса баварскую дивизию лёгкой кавалерии), но были отброшены огнём французской артиллерии, и даже запнулись при переходе через речку Сторожку, так что Бенкендорфу пришлось спешить часть казаков, чтобы они прикрывали остальных ружейным огнём.
Между тем сам Винцингероде устроил казачью засаду в овраге у стен Саввино-Сторожевского монастыря. Когда французские войска приблизились, казаки внезапно напали на них из засады и разбили авангард противника.
После этого на протяжении нескольких часов длилась перестрелка, в которой русские войска находились на заранее выбранной удобной позиции и задерживали наступление французов. В связи с тем, что численное превосходство французов постепенно сделалось очевидным, Винцингероде медленно и в порядке отвел войска по направлению к Москве.

## Судьба участников сражения

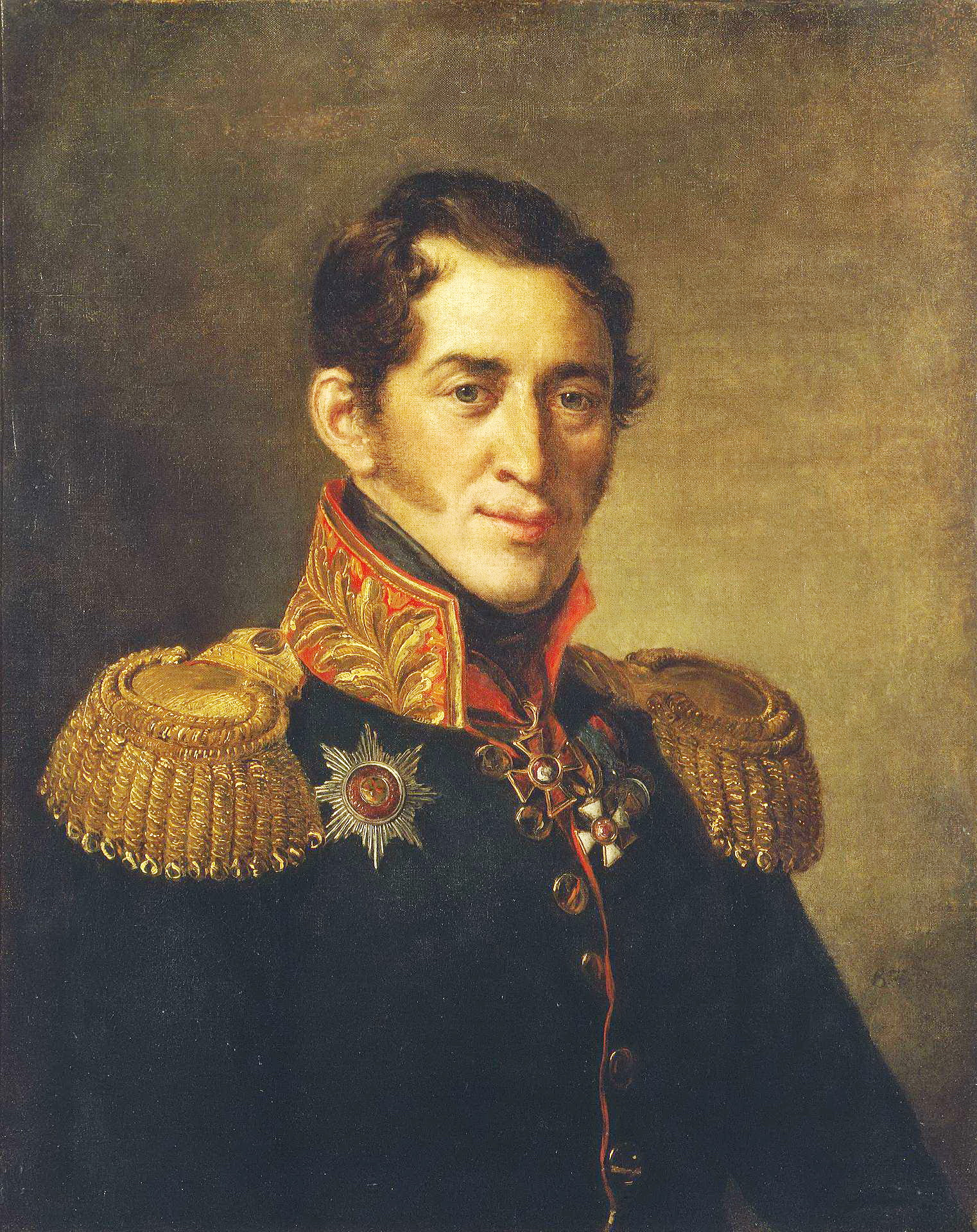
Сергей Волконский

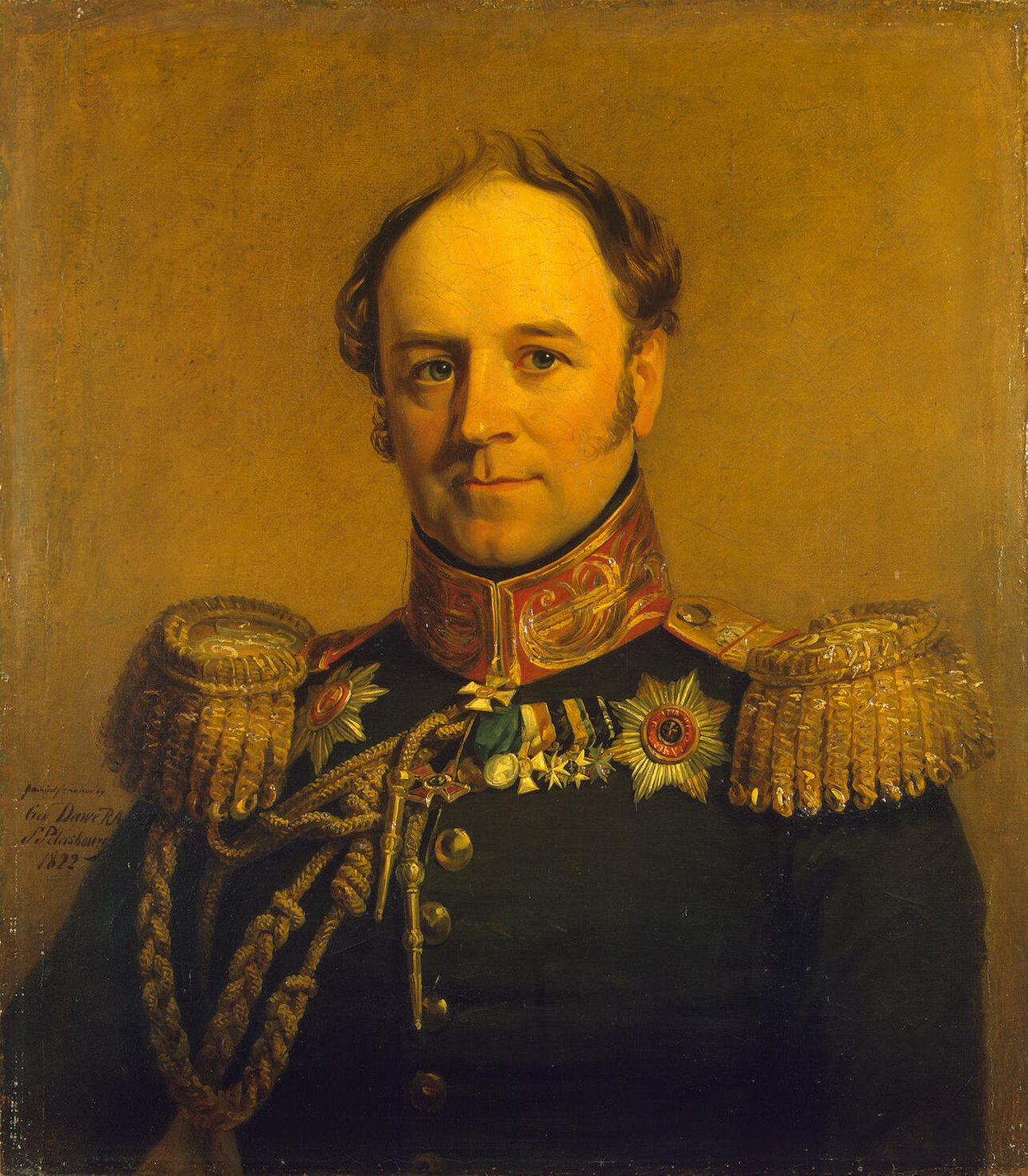
Александр Бенкендорф

Евгений Богарне с большим уважением отнёсся к Саввино-Сторожевскому монастырю, который во время его там пребывания не был разграблен. После 1814 года он проживал в Баварии (так как был женат на баварской принцессе), где получил титул герцога Лейхтенбергского. Его потомки перешли на русскую службу, пополнили собой ряды высшей аристократии и породнились с императорской семьёй.
Генерал Винцингероде, пройдя через Москву, занял со своим отрядом Тверскую дорогу. Позже, получив известие об оставлении Москвы Наполеоном (как оказалось, несколько преждевременное — город покинули ещё не все французские части), он поскакал туда в сопровождении только одного офицера (Льва Нарышкина) и был взят в плен французским патрулем. Наполеон желал расстрелять генерала, как подданного Рейнского союза, являвшегося сателлитом его Империи. Однако его отговорили от такого совершенно неординарного в ту эпоху решения. Винцингероде был послан с конвоем в Европу, но по дороге освобождён казаками.
Князь Волконский дослужился до чина генерал-майора, а после 1825 года на долгие годы оказался в Сибири как декабрист. При этом, к своему старому боевому товарищу Бенкендорфу, который ещё до войны 1812 года предлагал ему вместе основать Корпус Жандармов (предложение Бенкендорфа было утверждено уже следующим царём только после 1825 года), он продолжал относиться с большим уважением. В мемуарах, написанных после возвращения из ссылки, Волконский, говоря о Бенкендорфе, называет его «человеком чистого ума и светлой души».